# Скакалци
Скакалците (Caelifera) са подразред, отнасящ се към разред Правокрили (Orthoptera). Разпространените в България скакалци спадат към две семейства: Полски скакалци (Acrididae) и Дървесни скакалци (Tettigoniidae от подразред Ensifera).
От полските скакалци в България по-широко са разпространени два вида:
- Италиански скакалец (Calliptamus italicus)
- Марокански скакалец (Dociostaurus maroccanus)

От дървесните видове по-широко разпространение в България имат също два вида:
- Зелен скакалец (Tettigonia viridissima)
- Горски скакалец (Isophya tenuicerca)

Освен близките морфологични характеристики, скакалците имат и близки биологични особености, които се изразяват най-вече така:
- По отношение на предпочитанията си в храненето, скакалците спадат към многоядните неприятели на растенията, т.е. те се хранят с голям брой културни и диви растения от различни ботанически семейства;
- Скакалците имат широка екологична пластичност, поради което практически могат да се срещнат по цялото земно кълбо;
- Скакалците имат склонност към масово размножаване, което в определени години води до каламитет и може да причини тотални вреди при културните и дивите растителни видове, върху земеделското производство и горите, а също така и върху екологичната среда като цяло.

## Класификация
Подразред Скакалци
- Инфраразред Acrididea
  - Надсемейство †Locustopsoidea
    - Семейство †Araripelocustidae
    - Семейство †Bouretidae
    - Семейство †Eolocustopsidae
    - Семейство †Locustavidae

  - Надсемейство Acridoidea MacLeay, 1819
    - Семейство Acrididae – Полски скакалци
    - Семейство Catantopidae
    - Семейство Charilaidae
    - Семейство Dericorythidae
    - Семейство Lathiceridae
    - Семейство Lentulidae
    - Семейство Lithidiidae
    - Семейство Ommexechidae
    - Семейство Pamphagidae
    - Семейство Pyrgacrididae
    - Семейство Romaleidae
    - Семейство Tristiridae

  - Надсемейство Eumastacoidea Burr, 1899
    - Семейство †Promastacidae
    - Семейство Chorotypidae
    - Семейство Episactidae
    - Семейство Eumastacidae
    - Семейство Euschmidtiidae
    - Семейство Mastacideidae
    - Семейство Morabidae
    - Семейство Proscopiidae
    - Семейство Thericleidae

  - Надсемейство Pneumoroidea
    - Семейство Pneumoridae

  - Надсемейство Pyrgomorphoidea Brunner von Wattenwyl, 1874
    - Семейство Pyrgomorphidae Brunner von Wattenwyl, 1874

  - Надсемейство Tanaoceroidea
    - Семейство Tanaoceridae

  - Надсемейство Trigonopterygoidea
    - Семейство Trigonopterygidae
    - Семейство Xyronotidae

  - Надсемейство Tetrigoidea
    - Семейство Tetrigidae
- Инфраразред Tridactylidea
  - Надсемейство †Regiatoidea
    - Семейство †Regiatidae

  - Надсемейство Tridactyloidea
    - Семейство Cylindrachetidae
    - Семейство Ripipterygidae Ander, 1939
    - Семейство Tridactylidae
- Инфраразред Неопределен
  - Семейство †Dzhajloutshellidae